# Miletínská bažantnice
Miletínská bažantnice je přírodní rezervace v katastrálních územích Červená Třemešná a Miletín v okrese Jičín. Oblast spravuje Krajský úřad Královéhradeckého kraje.

## Předmět ochrany
Důvodem ochrany je uchování zbytků přirozené geobiocenózy typické pro oblast Podzvičinska. Ochrana staré dubové jaseniny se vzácnou květenou, rybniční a luční fauna. Rybník Bubnovka je významná ornitologická lokalita.